# 풍덕글마루도서관
풍덕글마루도서관은 전라남도 순천시 소재의 도서관이다.

## 연혁
- 2009년 11월 17일 개관.